# Affligem (Brauerei)

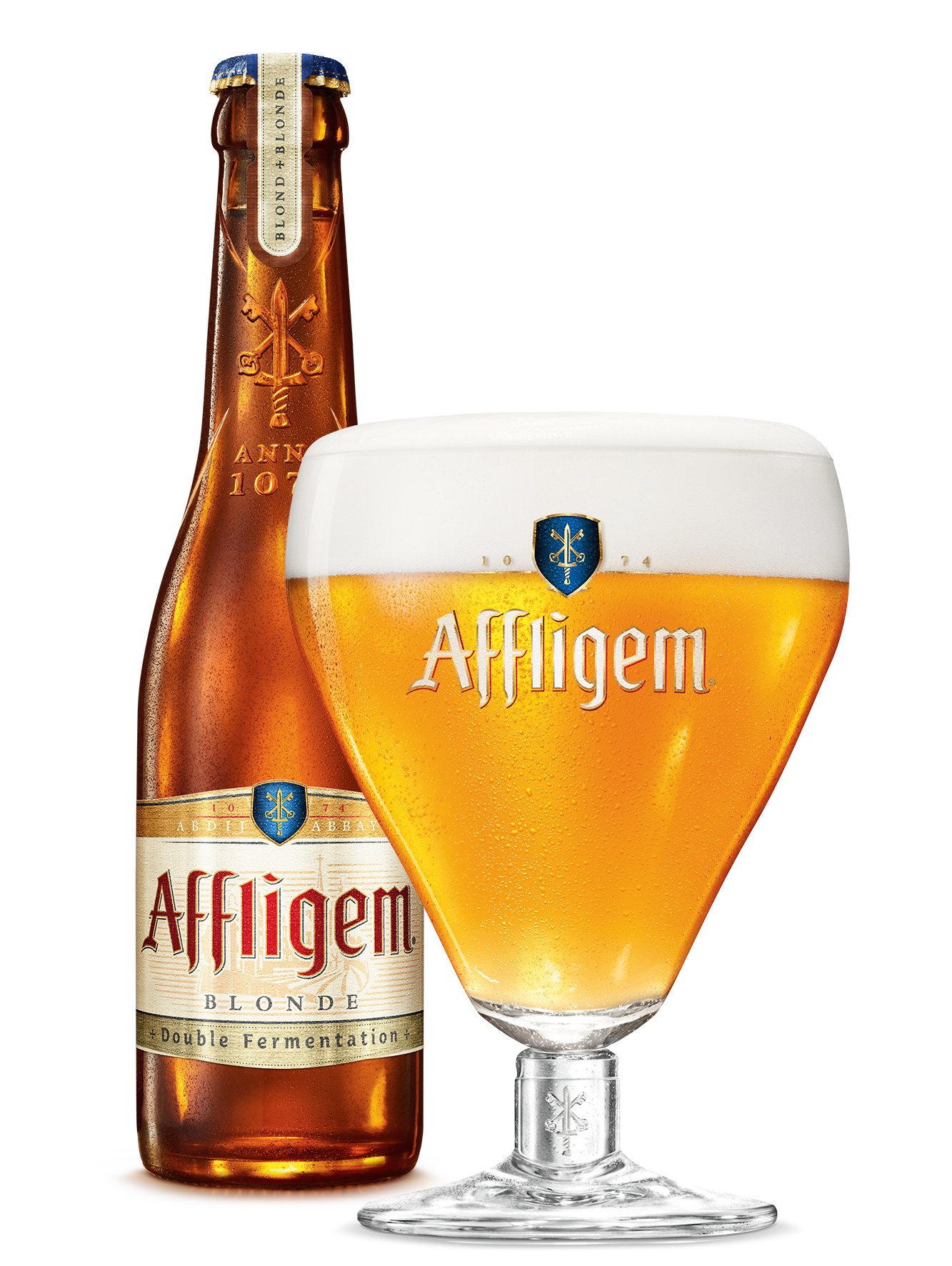
Affligem Blond

Affligem ist eine belgische Bierbrauerei in der flämischen Gemeinde Opwijk; sie gehört seit dem Jahr 2000 zum weltweit niedergelassenen Brauereikonzern der niederländischen Heineken-Gruppe.

## Marken
- Affligem Blond (6,7 %)
- Affligem Dubbel (6,8 %)
- Affligem Tripel (9,0 %)
- Affligem 0,0 (0,0 %)
- Postel Blond (7 %)
- Postel Dubbel (7 %)
- Postel Tripel (8,5 %)
- Op-Ale (5 %)

## Fotos

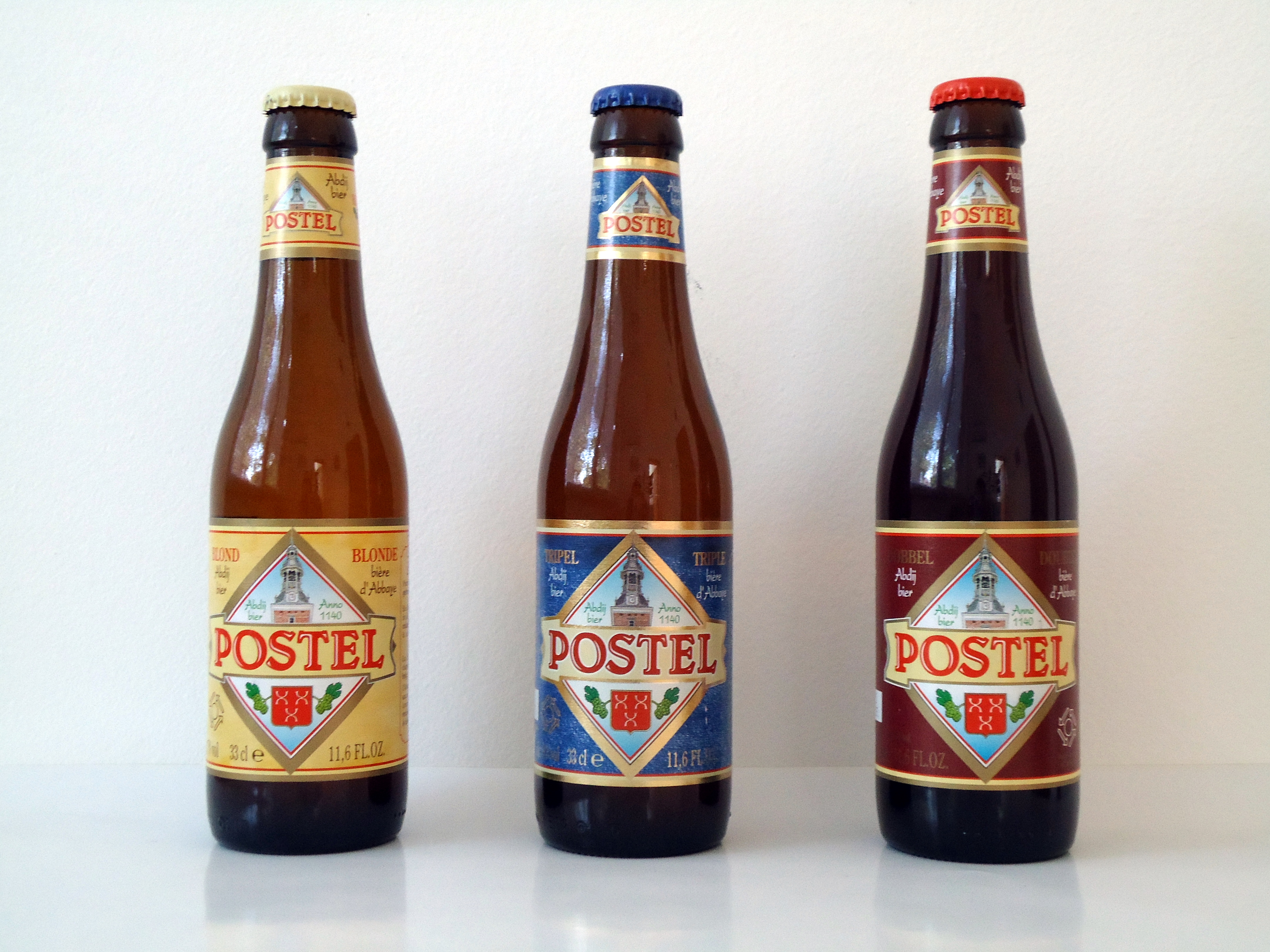
Postel Sortiment
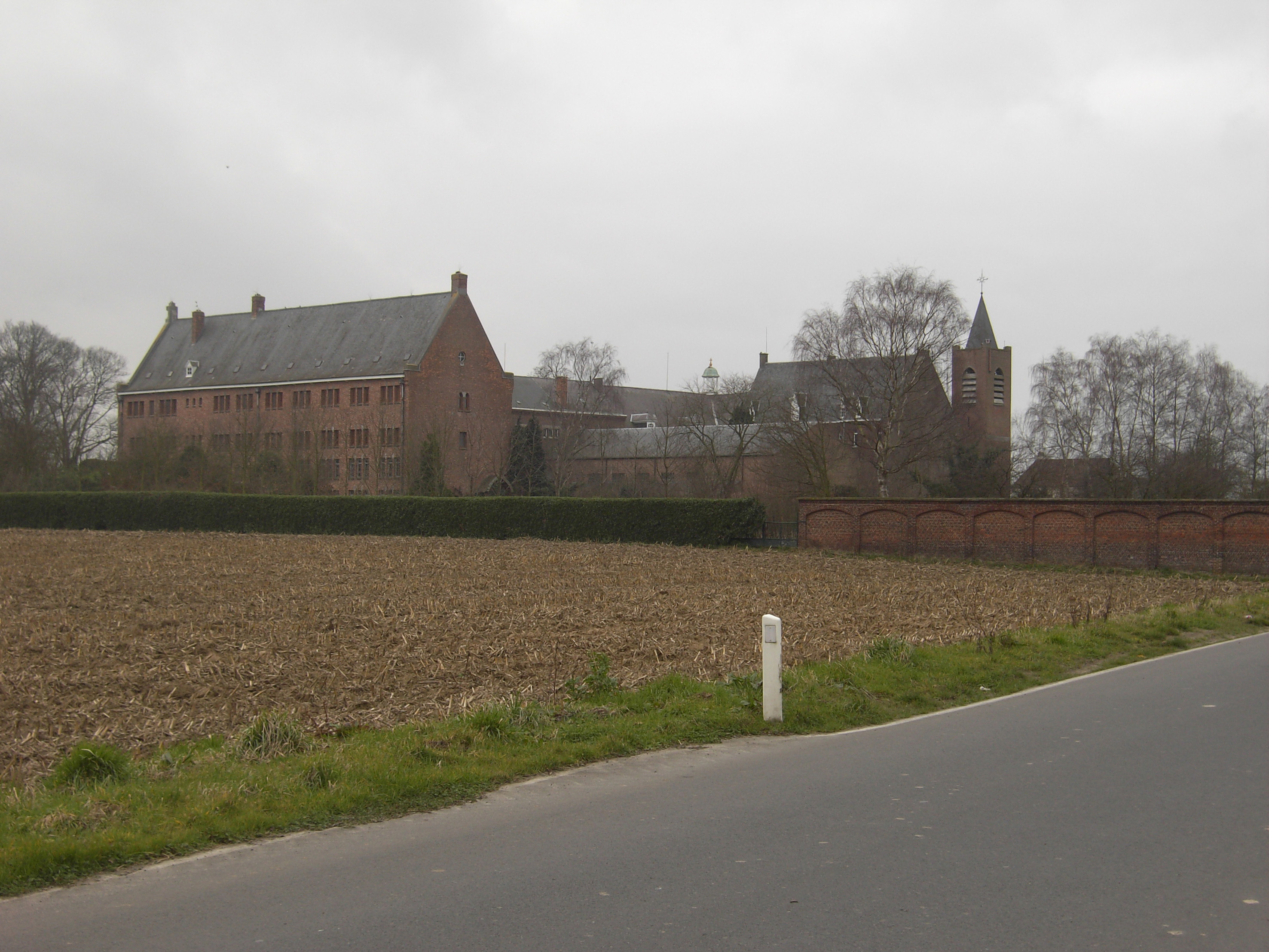
Ehemalige Braustätte: Kloster Affligem
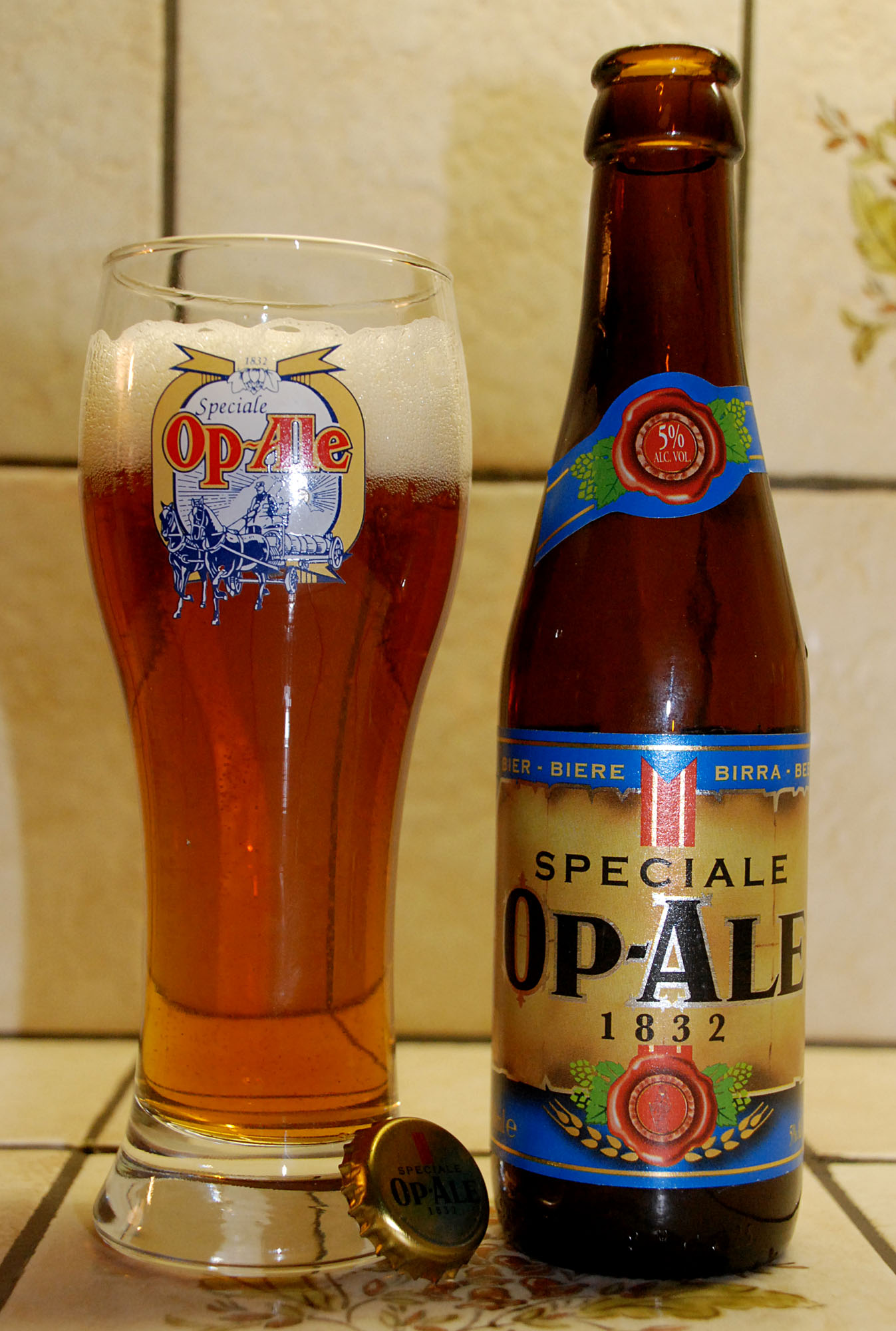
Op-Ale im Originalglas
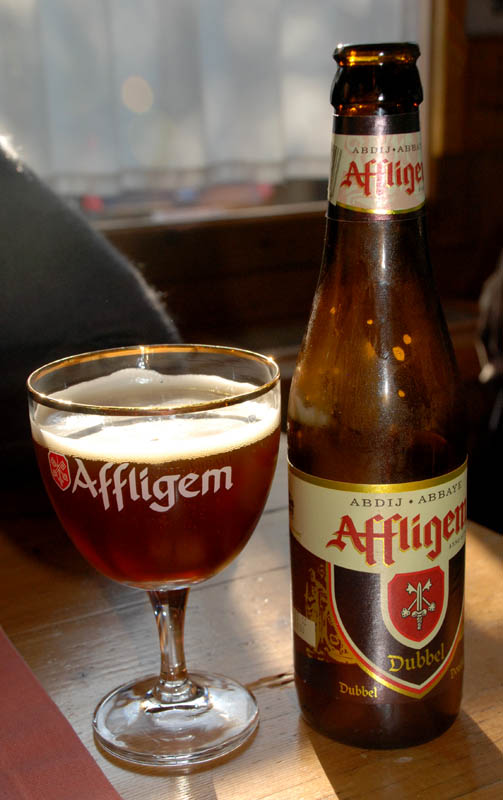
Affligem Dubbel im Originalglas